# Ейл
Ейл (на английски: Ale) е тип бира, която ферментира при по-високи температури (15 – 25 °C) с използване на пивни дрожди (Saccharomyces cerevisiae) за висока ферментация. Дрождите карат пивната мъст да ферментира бързо (обикновено от 5 – 7 дни) и могат да ѝ придадат различни ароматни оттенъци, като горски плодове, банан и др., заради естерите които се отделят от горноферментиращите маи на различни температури. Различните видове ейл обикновено се отличават с по-богат аромат и по-плътно тяло в сравнение с лагер бирите.

## История
В Англия ейлът е известен от XV век, като аналогична напитка без хмел е позната на острова още от VII век. Обикновено за производството на ейл са необходими от 3 до 4 седмици, но някои разновидности отнемат и до 4 месеца.
До ХV век, когато в Англия започва да се внася хмел от Нидерландия, думата „ейл“ се използва само за напитките, получени в резултат на ферментация без добавяне на хмел. За напитката с добавен хмел постепенно се възприема името „бира“.

## Характеристика
Традиционно ейлът се отличава от лагер бирите по вида използвани дрожди и температурата, при която протича ферментацията. Ейлът ферментира чрез бирени дрожди за висока ферментация. Важна отличителна черта на ейла е, че ферментацията протича при по-висока температура, поради което се прави и доста по-бързо, в сравнение с лагер бирата.
Ейл е тип бира, обусловен от технологията за производство и способа на ферментация. Ейл са бирите с т.нар. „горна“ или „висока“ ферментация, защото дрождите, с които се заквасва бирата след сваряването, в края на ферментацията се събират на повърхността като пяна. Оттам идва определението „горна“ или „висока“ ферментация. Ферментацията протича 3 – 5 дни при температура 15 – 25 градуса, след това ейлът се прелива в казани за избистряне при ниска температура. Някои видове ейл отлежават в дъбови бъчви няколко дни до седмици.
Стандартната температура, при която ейлът ферментира е 15 – 25 °С (60 – 75 °F). При тази температура под въздействие на дрождите се получават множество сложни естери и други вторични вкусови и ароматични съединения. В резултат на това ейлът често придобива плодов вкус. Поради това ейлът има по-сладко и наситено тяло от лагер бирата. Също така позволява (и е препоръчително) да се пие при по-висока температура на напитката, например 7 – 11 °С, за да се разгърнат всички аромати от малца и естерите, както и от по-ароматните хмелове, които обикновено се ползват.
В бирата, която се класифицира като ейл, се използва основно ечемичен малц, макар че е допустима употребата и на пшеничен, ръжен, овес, печен немалцуван ечемик и др.

## Основни типове ейл

### Английски пейл ейл (Битър)
Английският пейл ейл (English Pale Ale) или Битър (Bitter) се произвежда в следните разновидности:
- Обикновен битър или Стандартен битър (Standard/Ordinary Bitter). Първоначално това е ейл, съхраняван в бурета, който се предлага само свеж, без налягане (на самотек или изпомпван с ръчна помпа) при избена температура (т.е. „real ale“, риъл ейл). Битърът е създаден като алтернатива на провинциалния пейл ейл в началото на ХХ век и получава широко разпространение. Това е най-лекият от битър ейловете. Известен е и само под името „битър“. Някои съвременни разновидности се правят изключително от светъл малц и са известни под името „златисти или летни битъри“. Цветът е от светложълт до светломеден. Прозрачността е добра до блестяща. Образува умерено висока пяна с бял до жълтеникав цвят. Отличава се със средна до силна горчивина, умерен привкус на хмел и малц. Битърът е определено горчив. Има лек аромат на малц и хмел, с нотки на карамел. Алкохолно съдържание: 3,2 – 3,8%. Типични търговски марки са: Boddington's Pub Draught, Fuller's Chiswick Bitter, Oakham Jeffrey Hudson Bitter (JHB), Young's Bitter, Brakspear Bitter, Adnams Bitter;

- Специален битър, известен и като Бест битър и Премиум битър (Special/Best/Premium Bitter). Първоначално това е ейл, съхраняван в бурета, който се предлага само свеж, без налягане (на самотек или изпомпван с ръчна помпа) при избена температура (т.е. „real ale“, риъл ейл). Цветът е от средно жълт до средно меден. Прозрачност от добра до блестяща. Образува малка до умерена пяна с цвят от бял до цвят бяла нощ. По-осезаем малцов вкус в сравнение с обикновения битър. Горчивината е средна до висока с хмелен привкус. Лек малцов аромат, с нотки на карамел и плодове. Алкохолно съдържание: 3,8 – 4,6%. Типични търговски марки са: Fuller's London Pride, Coniston Bluebird Bitter, Timothy Taylor Landlord, Robinson's Northern Glory, Shepherd Neame Masterbrew Bitter, Greene King Ruddles County Bitter, RCH Pitchfork Rebellious Bitter, Brains SA, Harviestoun Bitter and Twisted, Goose Island Honkers Ale, Rogue Younger's Special Bitter;
- Екстра специален битър, известен и като Силен битър (Extra Special/Strong Bitter). Силните битъри може да се разглеждат като по-плътни версии на премиум битърите (макар и не задължително като „по-премиумни“, доколкото премиум битърите традиционно са по-добрият продукт на пивоварната). Доколкото във Великобритания бирата се продава с оглед алкохолното ѝ съдържание, силните битъри често имат мирис на спирт. В наши дни в Англия ESB (Екстра Спешъл битър) е уникална марка на пивоварната Fullers. В САЩ с това название се обозначава малцовият, горчив, червеникав ейл от английски тип със стандартно за САЩ алкохолно съдържание. Силните битъри имат по-изразен малцов и хмелен вкус, в сравнение със специалните битъри. Цветът е от златист до тъмномеден. Прозрачност от добра до блестяща. Образува бяло-жълтеникава малка до умерена пяна. Горчивината е средна до висока с хмелен привкус. Лек малцов аромат, с нотки на карамел и плодове. Алкохолно съдържание: 4,6 – 6,2%. Типични търговски марки са: Fullers ESB, Adnams Broadside, Shepherd Neame Bishop's Finger, Samuel Smith's Old Brewery Pale Ale, Bass Ale, Whitbread Pale Ale, Shepherd Neame Spitfire, Marston's Pedigree, Black Sheep Ale, Vintage Henley, Mordue Workie Ticket, Morland Old Speckled Hen, Greene King Abbot Ale, Bateman's XXXB, Gale's Hordean Special Bitter (HSB), Ushers 1824 Particular Ale, Hopback Summer Lightning, Redhook ESB, Great Lakes Moondog Ale, Shipyard Old Thumper, Alaskan ESB, Geary's Pale Ale, Cooperstown Old Slugger.

### Шотландскииирландски ейл
Шотландският ейл (Scottish Ale) се произвежда в следните разновидности
- Скотиш лайт 60/- (Scottish Light 60/-). Традиционен шотландски ейл. Отличава се с тъмнокехлибарен до тъмномеден цвят, голяма прозрачност, малцов вкус и аромат, и умерена горчивина. Алкохолно съдържание: 2,5 – 3,2%. Типични търговски марки са: Belhaven 60/-, McEwan ' s 60/-, Maclay 60/- Light;
- Скотиш хеви 70/- (Scottish Heavy 70/-). Традиционен шотландски ейл. Отличава се с тъмнокехлибарен до тъмномеден цвят, голяма прозрачност, малцов вкус и аромат, и умерена горчивина. Алкохолно съдържание: 3,2 – 3,9%. Типични търговски марки са: Caledonian 70/- (Caledonian Amber Ale в САЩ), Belhaven 70/-, Orkney Raven Ale, Maclay 70/-;
- Скотиш експорт 80/- (Scottish Export 80/-). Традиционен шотландски ейл. Отличава се с тъмнокехлибарен до тъмномеден цвят, голяма прозрачност, малцов вкус и аромат, и умерена горчивина. Алкохолно съдържание: 3,9 – 5%. Типични търговски марки са: Orkney Dark Island, Belhaven 80/- (Belhaven Scottish Ale в САЩ), Belhaven St. Andrews Ale, McEwan's IPA, Caledonian 80/- Export Ale, Broughton Merlin's Ale, Three Floyds Robert the Bruce;
- Стронг скоч ейл (Strong Scotch Ale). Силен шотландски ейл, известен и под името „wee heavy“. Ферментира при по-ниски температури, в сравнение с повечето ейлове, с по-ниски норми хмел, в резултат на което получава чист интензивен малцов вкус. Отличава се със светломеден до тъмнокафяв цвят, с рубинени оттенъци, добра прозрачност и образува голяма жълто-кафява пяна. Богат малцов вкус и аромат, с нотки на карамел. Алкохолно съдържание: 6,5 – 10%. Типични търговски марки са: Traquair House Ale, Orkney Skull Splitter, McEwan's Scotch Ale, MacAndrew's Scotch Ale, Belhaven Wee Heavy, Broughton Old Jock, Scotch du Silly, Gordon Highland Scotch Ale, Founders Dirty Bastard.

Ирландски червен ейл
- Ирландският червен ейл (Irish Red Ale) е ирландски ейл, който понякога се прави като лагер. Може да съдържа добавки (царевица, ориз или захар). Обикновено съдържа известно количество печен ечемичен малц за получаване на червеникав цвят и сух препечен финал. За приготвянето му се използват британски или ирландски малц, хмел и дрожди. Отличава се с кехлибарен до тъмночервен меден цвят, добра прозрачност, и образува неголяма мръснобяла до жълто-кафява пяна. Има мек вкус и сладост на карамел малц, понякога с вкус на препечен хляб с масло или карамел. Умерен малцов аромат с нотки карамел. Алкохолно съдържание: 4 – 6%. Типични търговски марки са: Moling's Irish Red Ale, Smithwick's Irish Ale, Kilkenny Irish Beer, Beamish Red Ale, Caffrey's Irish Ale, Goose Island Kilgubbin Red Ale, Murphy's Irish Red (лагер), Boulevard Irish Ale, Harpoon Hibernian Ale.

### Американски ейл
- Американски пейл ейл (American Pale Ale). Американски вариант на английския пейл ейл, приготвен с местни ингредиенти (хмел, малц, дрожди и вода). Често е по-светъл и с по-слаб карамелен вкус в сравнение с английските аналози. Използва се малц от американски двуредов ечемик и американски хмел, често с цитрусов аромат. Цветът варира от бледозлатист до тъмнокехлибарен. Образува умерено голяма бяла до кремава пяна с добра устойчивост. Обикновено е прозрачен, макар че сухо-охмелените версии могат да бъдат и леко мътни. Има умерен до силен заради сухото охмеляване хмелен аромат, с цитрусови нотки. Умерен до силен хмелен и слаб до умерен малцов вкус. Алкохолно съдържание: 4,5 – 6% об. Типични търговски марки са: Sierra Nevada Pale Ale, Stone Pale Ale, Great Lakes Burning River Pale Ale, Full Sail Pale Ale, Three Floyds X-Tra Pale Ale, Anderson Valley Poleeko Gold Pale Ale, Left Hand Brewing Jackman's Pale Ale, Pyramid Pale Ale, Deschutes Mirror Pond;
- Американски амбър (кехлибарен) ейл (American Amber Ale). Известна и като Американски червен ейл, тази бира придобива първоначално популярност в Северна Калифорния и северозападните щати, а впоследствие се разпространява и в национален мащаб. Цветът е от кехлибарен до медно-кафяв. Образува умерено голяма жълтеникава пяна с добра пеноустойчивост. Обикновено ейлът е прозрачен, но някои сухо охмелени версии могат да бъдат и леко мътни. Отличава се със слаб до умерен хмелен аромат, и умерен до силен малцов вкус. Прилича на американския пейл ейл, но има по-плътен вкус и по-висока малцова наситеност. Алкохолно съдържание: 4,5 – 6% об. Типични търговски марки са: Mendocino Red Tail Ale, North Coast Red Seal Ale, St. Rogue Red Ale, Avery Redpoint Ale, Anderson Valley Boont Amber Ale, Bell's Amber, Hoptown Paint the Town Red, McNeill's Firehouse Amber Ale;
- Американски браун (кафяв) ейл (American Brown Ale). Кафява бира със силен вкус, създадена от американските домашни пивовари. В сравнение с американските пейл ейл и амбър ейл има по-изразени карамелени и шоколадени характеристики, които уравновесяват хмелната горчивина. В производството се използват светъл американски и европейски малц, както и кристални и по-тъмни малцове. Цветът е от светло до много тъмно кафяв. Прозрачна бира. Образува малка до умерена кремава до жълто-кафеникава пяна. малцов, сладък и наситен аромат, често с шоколадови, карамелни, орехови нотки. Мирисът на хмел е слаб до умерен. Малцов вкус, често с карамелени, шоколадови и печени свойства, със средна горчивина и слаб до умерен вкус на хмел. Алкохолно съдържание: 4,3 – 6,2% об. Типични търговски марки са: Brooklyn Brown Ale, Great Lakes Cleveland Brown Ale, Avery Ellie's Brown Ale, Left Hand Deep Cover Brown Ale, Bell's Best Brown, North Coast Acme Brown, Lost Coast Downtown Brown, Big Sky Moose Drool Brown Ale;

### Английски кафяв ейл
Английският браун (кафяв) ейл се подразделя на следните разновидности:
- Майлд ейл (Mild Ale). Традиционна английска освежаваща тъмна бира с лек, но наситен малцов вкус. Терминът „майлд“ (мек) характеризира по слабата хмелна горчивина и алкохолно съдържание. Не особено разпространена и в самата Англия, но добри представители на този вид могат да се открият в централните графства (Midlands) в района на Бирмингам. В производството се използват английски сортове малц и хмел, и английски ейлови дрожди; допустимо е и използването на захар за добавка. Цветът е от медено червен до тъмно кафяв или махагонов. Има и няколко по светли версии с наситено кехлибарен и светлокафяв оттенък. Обикновено майлд е прозрачен, като традиционно бирата не се филтрира. Образува умерена пяна с кремав до жълто кафяв цвят със слаба пеноустойчивост. Има умерен малцов аромат с леко плодови нюанси. Ароматът на хмел е съвсем слаб. Вкусът е малцов – обусловен от вида на използваните малц и дрожди и може да има сладки, карамелени, орехови, шоколадови, кафеени, плодови или печени нюанси. Алкохолно съдържание: 2,8 – 4,5% об. Типични търговски марки са: Moorhouse Black Cat, Highgate Mild, Brain's Dark, Banks's Mild, Coach House Gunpowder Strong Mild, Gale's Festival Mild, Woodforde's Norfolk Nog, Goose Island PMD Mild ;
- Южноанглийски браун ейл (Southern English Brown Ale). Английските кафяви ейлове обикновено са разделят на две подгрупи по географски признак. Южноанглийските кафяви ейлове от „Лондонски тип“ са по-тъмни, по-сладки и с по-ниска плътност в сравнение със североанглийските. Цветът варира от светло до тъмно кафяв, до почти черен. Слаба прозрачност. Образува малка пяна с кремав до жълто кафяв цвят. Малцово-сладък вкус и аромат, с нотки на карамел и тъмни плодове, като сливи и/или стафиди. Алкохолно съдържание: 2,8 – 4,2% об. Типични търговски марки са: Mann's Brown Ale, Tolly Cobbold Cobnut Nut Brown Ale;
- Североанглийски браун ейл (Northern English Brown Ale). Кафяв ейл от „Нюкасълски тип“, по-светъл, по-алкохолен, и с по-висока плътност в сравнение с южноанглийския кафяв ейл. Има за основа английски сортове хмел и малцове за майлд ейл или пейл ейл, като може да включва и по-тъмни шоколадови малцове за получаване на характерните цвят и орехови свойства. Отличава се с тъмнокехлибарен до червеникаво кафяв цвят и добра прозрачност. Образува слаба до умерена пяна с кремав до светъл жълто-кафеникав цвят. Има лек, сладък малцов аромат с бонбонени, орехови и/или карамелни нотки, както и ненатрапчив и свеж хмелен аромат. Във вкуса малцът и хмелът са балансирани, с полусух до сух финал. Алкохолно съдържание: 4,2 – 5,4% об. Типични търговски марки са: Newcastle Brown Ale, Samuel Smith's Nut Brown Ale, Tolly Cobbold Cobnut Special Nut Brown Ale, Goose Island Hex Nut Brown Ale .

### Портър
- Браун портър или Кафяв портър (Brown Porter). Създаден в Англия, портър се формира като смес от различни ейлове. Предшественик на стаута. Портър е бира, която била много популярна сред носачите и други работници, занимаващи се с физически труд. Прави се от английски съставки. Може да съдържа няколко вида малц, включително шоколадов малц и/или други тъмни печени и карамелени малцове. В историческите версии на портър се използвало количество кафяв малц (brown malt). Характерни са английски сортове хмел. Използват се английски или ирландски ейлеви дрожди, понякога и лагерови. Може да съдържа умерено количество добавки (захар, царевица, меласа, сироп и др.). Отличава се от реубаст портъра, по своя по мек, сладък и карамелен вкус, има по-ниска плътност и по-малко алкохол. Има по-препечен вкус в сравнение с кафявия ейл и е по-плътен в сравнение с тъмния майлд. Балансът във вкусово отношение е в полза на малца за сметка на хмела. Характерни за кафявия пъртър са светло до тъмнокафяв цвят, често с рубинени оттенъци, добра прозрачност и умерена кремава до светложълто-кафява пяна. Има богат вкус и аромат на печен малц, с нотки на карамел, кафе, лакрица, бисквити и препечен хляб. Алкохолно съдържание: 4 – 5,4%. Типични търговски марки са: Samuel Smith Taddy Porter, Fuller's London Porter, Burton Bridge Burton Porter, Nethergate Old Growler Porter, Nick Stafford's Nightmare Yorkshire Porter, St. Peters Old-Style Porter, Bateman's Salem Porter, Shepherd Neame Original Porter, Flag Porter, Yuengling Porter, Geary's London Style Porter;
- Реубаст портър или Силен портър (Robust Porter). По-силна версия на портъра. Традиционните версии имат по-тънки хмелни характеристики (най-често английски хмел), докато по съвременните са по-агресивни. Може да съдържа няколко вида малц – тъмни печени малцове, вкл. шоколаден малц и печен ечемик. Хмелът обикновено е британски или американски сортове и се използва за придаване горчивина на бирата. Ейлевите дрожди са американски или английски. Различава се от кафявия портър по това, че в него обикновено присъстват свойствата на черния печен малц или печено зърно и обикновено е с по-високо алкохолно съдържание. Цветът е от среднокафяв до много тъмнокафяв, често с рубинени или гранатови оттенъци, като може да достигне и до напълно черен. Образува обилна жълто-кафява пяна. Умерено силен малцов вкус, който се отличава с печения характер на черния малц, понякога с шоколадов и/или кафеен вкус. Сух до полусладък финал. Горчивината е от средна до висока. Аромат на печен малц, с нотки на зърно, хляб, карамел, карамел, шоколад и кафе. Алкохолно съдържание: 4,8 – 6%. Типични търговски марки са: Anchor Porter, Great Lakes Edmund Fitzgerald Porter, Sierra Nevada Porter, Bell's Porter, Thirsty Dog Old Leghumper, Otter Creek Stovepipe Porter, Portland Haystack Black Porter, Avery New World Porter, Deschutes Black Butte Porter, Redhook Blackhook Porter;

- Балтийски портър (Baltic Porter). Традиционен портър за страните, граничещи с Балтийско море. Производен от английските портъри, но с влияние на руския императорски стаут. Обикновено се използват лагерови дрожди (студена ферментация при използване на ейлеви дрожди), обезгорчен шоколаден или черен печен малц, мюнхенски или виенски базови малцове, европейски континентални сортове хмел. Може да съдържа кристални малцове и/или добавки. В историческите рецепти обикновено се използват кафяв или кехлибарен малц. Цветът е от тъмно червеникаво-меден до непроницаемо тъмно кафяв (но не черен). Образува гъста жълто-кафява пяна. Прозрачна бира, макар че по-тъмните версии са непроницаеми. Балтийският портър често има малцов вкус, напомнящ на английския кафяв портър и немската шварц бира, но има по-висока плътност и съдържание на алкохол в сравнение с тях. Отличава се също с богат и сладък малцов вкус и аромат, с нотки на карамел, кафе, лакрица, сливи, сини сливи, череши, френско грозде и портвайн. Алкохолно съдържание: 5,5 – 9,5%, като най-типично е 7 – 8,5%. Типични търговски марки са: Sinebrychoff Porter (Финландия), Zywiec Porter (Полша), Baltika Porter (Русия), Carnegie Stark Porter (Швеция), Dojlidy Polski (Полша), Aldaris Porteris (Латвия), Utenos Porter (Литва), Kozlak Porter (Полша), Stepan Razin Porter (Русия).

### Стаут
Стаут се произвежда в следните разновидности:
- Сух стаут (Dry Stout) (драй стаут) – много тъмен и горчив ейл със силен вкус и аромат на печен малц. Този вид стаут възниква като опит да се използва успеха на английския портър, като му се придаде по-плътен вкус и по-високо алкохолно съдържание. Стаутът се прави по-силен от портъра и първоначално дори се нарича стаут портър. Разновидността на този ейл в бъчви е известна и като ирландски стаут или ирландски сух стаут. Бутилираните стаути имат по-висока плътност и алкохолно съдържание. В производството се използва препечен ечемичен малц, както и шоколадов или черен малц. Цветът варира от тъмнокафяв до черен. Характерна е плътна, кремообразна пяна с жълто-кафяв цвят. Сухият стаут има аромат на печен ечемик и малц, с нотки на шоколад, кафе и какао. Алкохолно съдържание: 4 – 5%. Типични търговски марки са: Guinness Draught Stout, Murphy's Stout, Beamish Stout, O'Hara's Celtic Stout, Dorothy Goodbody's Wholesome Stout, Orkney Dragonhead Stout, Brooklyn Dry Stout, Old Dominion Stout, Goose Island Dublin Stout, Arbor Brewing Faricy Fest Irish Stout.

- Сладък стаут (Sweet Stout) (суит стаут) – много тъмен, сладък и плътен ейл с вкус на подсладено еспресо. Английски вид стаут. Исторически е известен и като „млечен“ стаут, поради използването на лактоза като подсладител. Сладостта в повечето сладки стаути се дължи на по-слабата горчивина в сравнение със сухия стаут, както и на по-високото съдържание на декстрини. Лактозата, която се добавя, придава допълнителна остатъчна сладост. При производството се използват светъл малц, печен ечемик, черен малц, шоколадов малц, кристален малц и добавки като напр. царевица или меласа. Обикновено се използва висококарбонатна вода. Сладките стаути се отличават с тъмнокафяв до черен цвят, жълто-кафява до кафява кремообразна пяна, мек аромат на печено зърно, понякога с нотки на кафе и/или шоколад, умерена хмелна горчивина и кафеен и шоколадов вкус. Алкохолно съдържание: 4 – 6%. Типични търговски марки са: Mackeson's XXX Stout, Watney's Cream Stout, St. Peter's Cream Stout, Marston's Oyster Stout, Samuel Adams Cream Stout, Left Hand Milk Stout.
- Овесен стаут (Oatmeal Stout) (еутмил стаут) – много тъмен, плътен, малцов ейл с допълнителен овесен вкус. Английски сезонен вариант на сладкия стаут, обикновено не толкова сладък в сравнение със сладкия стаут, в основата му е добавянето на овес за създаване на богат и сложен вкус. Прави се от светъл, карамелен и тъмен печен малц и зърно. Овесът (5 – 10%) се използва за увеличаване плътността и постигане на сложен и специфичен вкус. Овесеният стаут се отличава с тъмнокафяв до черен цвят, гъста жълто-кафява до кафява кремообразна пяна, мек аромат на печено зърно, с нотки на кафе; с вкус на овес и тъмно печено зърно. Овесът придава орехов, зърнен или землист привкус. Алкохолно съдържание: 4,2 – 5,9%. Типични търговски марки са: Samuel Smith Oatmeal Stout, Young's Oatmeal Stout, Maclay's Oat Malt Stout, Broughton Kinmount Willie Oatmeal Stout, Anderson Valley Barney Flats Oatmeal Stout, Goose Island Oatmeal Stout, McAuslan Oatmeal Stout, McNeill's Oatmeal Stout, Wild Goose Oatmeal Stout.

- Форин екстра стаут (Foreign Extra Stout) – тъмен, умерено силен малцов ейл. Първоначално стаути с по-висока плътност се варят за тропическите страни, поради което този вид е известен и като „тропически стаут“. Бирата „Guinness Foreign Extra Stout“ се произвежда от началото на ХІХ век. Стаутът от този вид може да бъде както плодов и сладък, така и сух и горчив. Прилича на сухия и сладкия стаут, но е с по-висока плътност. Използват се светъл и тъмен препечен малц и зърно, хмел за горчивина, могат да се влагат и добавки и захар за повишаване на плътността. Някои тропически стаути се правят с лагерови дрожди. Форин екстра стаутът се отличава с тъмнокафяв до черен цвят, мек вкус на тъмно зърно и малц, умерена горчивина и аромат на печено зърно, и нотки на кафе и шоколад, като някои версии могат да имат сладък аромат на меласа, малц, сухи плодове и стафиди. Алкохолно съдържание: 5,5 – 8%. Типични търговски марки са: Lion Stout (Шри Ланка), ABC Stout, Dragon Stout, Royal Extra „The Lion Stout“ (Тринидад), Jamaica Stout, Guinness Extra Stout (САЩ), Guinness Foreign Extra Stout, Coopers Best Extra Stout, Freeminer Deep Shaft Stout, Sheaf Stout, Bell's Double Cream Stout.
- Американски стаут (American Stout) – тъмен, хмелен, силен малцов ейл. Прави се от обикновени американски базови малцове, хмелове и дрожди. Може да има добавки като напр. овес в неголеми количества. Американският стаут се отличава с тъмнокафяв до черен цвят, умерен до силен вкус и аромат на печен малц, често с характерни нотки на печено кафе или тъмен шоколад. Алкохолно съдържание: 5 – 7%. Типични търговски марки са: Sierra Nevada Stout, North Coast Old No. 38, Avery Out of Bounds Stout, Three Floyds Black Sun Stout, Mad River Steelhead Extra Stout, Rogue Shakespeare Stout, Bell's Kalamazoo Stout, Deschutes Obsidian Stout, Mendocino Black Hawk Stout .

- Руски имперски стаут (Russian Imperial Stout) (рашън импириъл стаут) – тъмен, плътен и силен малцов ейл с интензивен вкус и аромат. Първоначално се прави в Англия с висока плътност и с повишено съдържание на хмел за износ в прибалтийските страни и Русия. Смята се че този стаут е бил популярен в руския императорски двор, откъдето получава и името си. В наши дни е много популярен сред американските минипивоварни, които го обогатяват с нови уникални американски характеристики. Съществуват различни вариации, като американските версии имат повишена горчивина и характеристики на печено зърно и ароматен хмел, докато английските се характеризират с влагането на специфични малцове и по-развит и интензивен аромат. За производството му се използват светъл малц, печени малцове и/или зърно. Използват се разнообразни видове малц и сортове хмел. Руският имперски стаут се отличава с тъмно червено-кафяв до черно-смолист цвят, наситен и богат вкус и аромат на печено зърно и малц, плодове, хмел и алкохол. Алкохолно съдържание: 8 – 12+ %. Типични търговски марки са: Samuel Smith Imperial Stout, Courage Imperial Stout, Brooklyn Black Chocolate Stout, Rogue Imperial Stout, North Coast Old Rasputin Imperial Stout, Victory Storm King, Bell's Expedition Stout, Dogfish Head World Wide Stout, Thirsty Dog Siberian Night, Stone Imperial Stout, Avery The Czar, Founders Imperial Stout, Newport Beach John Wayne Imperial Stout, Great Lakes Blackout Stout .

### Индийски пейл ейл(IPA)
Индийският пейл ейл се произвежда в следните разновидности:
- Английски индийски пейл ейл (English India Pale Ale/English IPA). Хмелен, умерено силен ейл, с по-слабо изразени хмелни характеристики и по-изразен малцов вкус, в сравнение с американските образци. Прави се от светъл малц, английски хмел и дрожди, в някои версии се използва рафинирана захар. Бъртъновските версии се правят с вода с високо съдържание на сулфати и ниска карбонатна твърдост. Цветът е в диапазона от златисто-кехлибарен до светломеден, като повечето английски IPA се отличават със светъл среднокехлибарен цвят с оранжеви оттенъци. Прозрачен ейл, като нефилтрираните и сухо охмелени версии могат да бъдат и леко мътни. Образува добра и устойчива пяна. Има умерен до умерено силен хмелен аромат с цветни, землисти или фруктови характеристики. Хмелният вкус е от среден до силен, с умерена до агресивна хмелна горчивина. Вкусът на малц е среден с хлебни, бисквитни и/или карамелени тонове. Алкохолно съдържание: 5 – 7,5%. Типични търговски марки са: Freeminer Trafalgar IPA, Hampshire Pride of Romsey IPA, Burton Bridge Empire IPA, Samuel Smith's India Ale, Fuller's IPA, King & Barnes IPA, Brooklyn East India Pale Ale, Shipyard Fuggles IPA, Goose Island IPA;

- Американски индийски пейл ейл (American India Pale Ale/American IPA). Хмелен и горчив, умерено силен пейл ейл, американска версия на историческия английски тип. Прави се със светъл малц, американски хмел и дрожди, които могат да създадат чист или леко плодов профил. Цветът варира от среднозлатист до средночервено меден, като някои версии могат да имат оранжев оттенък. Прозрачен ейл, като нефилтрираните и сухо охмелени версии могат да бъдат и леко мътни. Образува добра и устойчива пяна. Отличава се с интензивен хмелен аромат с цитрусови, цветни, парфюмни, смолисти, борови и/или плодови нотки, дължащи се на американския хмел. Някои версии, които са сухо охмелени, могат да имат и допълнителен тревист аромат. Във вкуса преобладава хмел с цитрусови, цветни, смолисти, борови или плодови характеристики. Хмелната горчивина е средна до много висока, като малцовата основа поддържа хмелните характеристики. Малцовият вкус е от слаб до силен, и по правило чист с малцова сладост и леки карамелени и печени нюанси. Алкохолно съдържание: 5,5 – 7,5%. Типични търговски марки са: Stone IPA, Victory Hop Devil, Anderson Valley Hop Ottin', Anchor Liberty Ale, Sierra Nevada Celebration Ale, Three Floyds Alpha King, Harpoon IPA, Bell's Two-Hearted Ale, Avery IPA, Founder's Centennial IPA, Mendocino White Hawk Select IPA;

- Имперски индийски пейл ейл (Imperial India Pale Ale/Imperial IPA). Интензивно охмелен, силен пейл ейл; съвременно американско нововъведение, отразяващо тенденцията на американските минипивоварни да задоволят търсенето на ейлове с повишено съдържание на хмел. Тази категория обхваща и историческите и съвременни американски сток ейлове, които са по-силни, силно охмелени ейлове, без малцовата интезивност на ейловете в стил „барлиуайн“. Определението „имперски“ е условно и предполага по-силна версия на IPA; освен него се използват и вариантите „двоен“ (double), „екстра“ (extra), „екстрим“ (extreme) или други, които са еднакво правомерни. В производството се използват светъл ейл, английски, американски и благородни хмелни сортове и американски дрожди. Цветът варира от среднозлатист до средночервено меден, като някои версии могат да имат оранжев оттенък. Прозрачен ейл, като нефилтрираните и сухо охмелени версии могат да бъдат и леко мътни. Образува добра и устойчива пяна. Интензивен хмелен аромат, с цитрусови характеристики. Болшинството версии са сухо охмелени и могат да имат допълнителен смолист или травист аромат. Вкусът на хмел е силен и сложен; хмелната горчивина е много силна. Малцовият вкус е от слаб до силен, и по правило чист с малцова сладост и леки карамелени и печени нюанси. Алкохолно съдържание: 7,5 – 10% +. Типични търговски марки са: Dogfish Head 90-minute IPA, Rogue I 2 PA, Stone Ruination IPA, Three Floyd's Dreadnaught, Russian River Pliny the Elder, Moylan's Moylander Double IPA, Stone Arrogant Bastard и Mendocino Eye of the Hawk.

### Германски ейл (Германска пшенична и ръжена бира)
Вайс бирата (Weissbier – в превод бяла бира), известна и като Вайцен бира (Weizen, Weizenbier – в превод пшенична бира) се прави в следните разновидности:
- Хефевайцен (Hefeweizen) или Хефевайс (Hefeweiss) – нефилтрирана светла пшенична бира създадена в Южна Германия, предназначена за летните месеци, но обикновено се произвежда целогодишно. Това е свежа бира с лека хмелна горчивина и характерен зърнено плодов вкус, с нотки на банан, карамфил и ванилия. Това е бира с мая (mit hefe), откъдето идва и името ѝ, и се предлага с утайка от малц и бирена мая (дрожди). Съгласно немското законодателство 50% от мливото трябва да бъде от пшеничен малц, като в някои разновидности този процент достига до 70%; останалото и ечемичен пилзнер малц. Хефевайс бирите се отличават със светъл сламеножълт до тъмнозлатист цвят, висока карбонизация и плътна, дебела и устойчива пяна. Те са непрозрачни заради дрождените остатъци. Имат мек зърнен вкус от пшеницата, както и сладост от ечемичения малц. Характерен плодов аромат на банан и карамфил. Алкохолно съдържание: 4,3 – 5,6%. Типични търговски марки са: Schneider Weisse Original, Paulaner Hefe – Weizen, Sudwerk Hefeweizen, Barrelhouse Hocking Hills HefeWeizen, Sprecher Hefeweizen, Weihenstephaner Hefe Weissbier, Live Oak Hefe Weizen, Piece Top Heavy Hefeweizen, Ayinger Bräu-Weisse, Sierra Nevada Kellerweis Hefeweizen, Franziskaner Hefe-Weissbier, Paulaner Hefe-Weissbier, Schneider Georg Schneiders Wiesen Edel-Weisse, Andechser Weissbier Hefetrüb, 5 Seasons Big Blonde HefeWeizen, Funky Buddha Floridian Hefeweizen, Hacker-Pschorr (Hefe) Weisse, Maisels Weisse Original, Capital Kloster Weizen,	Victory Mad Kings Weiss, Craftsman Heavenly Hefe, Victory Sunrise Weissbier, Jolly Pumpkin Weizen Bam with Lemongrass, Fujizakura Kougen Weizen, Dieu du Ciel Nativité Blonde, New Glarus Unplugged Imperial Weizen, New Glarus Dancing Man Wheat, Denisons Weissbier.

- Кристалвайцен (Kristallweizen) или Кристалвайс (Kristallweiss) – филтрирана светла пшенична бира. Това е свежа бира с лека хмелна горчивина и характерен зърнено плодов вкус, с нотки на банан, карамфил и ванилия. За разлика от хефевайс, във филтрираната версия кристалвайцен няма остатъци от дрожди и малцови остатъци и тя е кристално прозрачна, откъдето идва и името ѝ. Кристалвайцен бирите се отличават със светъл сламеножълт до тъмнозлатист цвят, висока карбонизация и плътна, дебела и устойчива пяна, мек зърнен вкус от пшеницата, както и сладост от ечемичения малц. Характерен плодов аромат на банан и карамфил. Алкохолно съдържание: около 5%. Типични търговски марки са: Weihenstephaner Kristall Weissbier, New Glarus Laughing Fox, Propeller Kristall Weizen, Hacker-Pschorr Kristall Weisse, Lazy Magnolia Blue Heron, Black Raven Sunthief, Franziskaner Weissbier (Kristall Klar), Hofbräu München Kristall Weisse, Maisels Weisse Kristall, Bischofshof Kristall Weizen Hefefrei, Town Hall Kristall Weizen, Schneider Weisse Kristall, Franconia Kristal-weizen, Tucher Kristall Weizen, Harveys Copperwheat Beer, Hütt Weizen Kristall, Paulaner Weissbier Kristallklar, Memminger Kristallweizen, Will-Bräu Original Bayerisch Kristall Weizen, Edelweiss Weissbier Kristallklar, Baisinger Teufels Weisse Kristall, Julius Echter Kristall Weizenbier, Les Trois Mousquetaires Milady.

- Дункелвайцен (Dunkelweizen) или Дункел Хефевайс (Dunkel Hefeweiss) – нефилтрирана тъмна пшенична бира, приготвена с използването на тъмен препечен малц. Dunkel означава тъмен на немски език, Weizen означава пшеница, оттам и името на този вид вайс бира. Цветът варира от светло меден до кафяв махагон. Отличава се с плътна, кремообразна пяна. Свеж, плодов, малцов вкус с нотки на банани и карамфил. Наситен аромат на карамфил, ванилия, банан, ябълка и индийско орехче. Алкохолно съдържание: 4,3 – 5,6%. Типични търговски марки са: Franziskaner Dunkel Hefe – Weisse, Hacker – Pschorr Weisse Dark, Tucher Dunkles Hefe Weizen, Ayinger Ur – Weisse, Brooklyner Dunkel, Weisse New Glarus Black Wheat, Blue Tractor Schakolad Weizen, New Belgium Lips of Faith – Dunkelweiss, Piece Dark n Curvy, Ayinger Ur-Weisse, Victory Sunset Dunkelweizen, Weihenstephaner Hefeweissbier Dunkel, Emersons Weissbier Dunkel, New Glarus Copper Kettle Weiss, Weyerbacher Slam Dunkel, Cuvée d’Oscar, Beaus All Natural Dunkel Buck, Julius Echter Hefe-Weissbier Dunkel, Andechser Dunkles Weissbier, Ramstein Classic, Hacker-Pschorr Dunkle Weisse, Paulaner Hefeweissbier Dunkel, Das Bierhaus Hefeweizen Dunkel, Town Hall Midsummer Nights Dunkel.

- Вайценбок (Weizenbock) – нефилтрирана пшенична бира, но с по-високо алкохолно съдържание (6 – 7 об.% в сравнение с обичайните 5%). Вайценбок е типична зимна бира. Обикновено се прави с от 60% до 70% пшеничен малц, а останалите 30 до 40% са пилзенски, виенски или мюнхенски ечемичен малц. Вайценбок бирите са със светъл до кехлибарен цвят, с по-голяма плътност и малцов вкус, и в зависимост от малца – повече или по-малко прозрачни. Докато обикновените бок-бири са тип лагер, всички вайценбок бири са тип ейл. Те ферментират със специална мая, която им придава леко пикантен вкус на карамфил. Типични търговски марки са: Schneider Aventinus, Erdinger Pikantus, Mahr's Der Weisse Bock, Pyramid Weizenbock, DeGroen's Weizenbock, Heineken Tarwebok.
- Вайцен допелбок (Weizendoppelbock) – по-силен и обикновено по-тъмен вариант на Weizenbock. Тази бира се отличава с изключително малцов вкус, с много лека горчивина. Weizendoppelbock бирите са с алкохолно съдържание от 7% до 9%. Отличават се с богат малцов финал и плътна, дебела и устойчива пяна. Типични търговски марки са: Andorfer Weihnachtsbock (Weizendoppelbock), Riegele Augustus Weizendoppelbock, Stanglbräu Weizendoppelbock, Stieckemus Weizendoppelbock, Triumph Rauchweizendoppelbock, Watzke Weizendoppelbock.
- Вайцен айсбок (Weizen Eisbock) – тъмна бира, пшенична разновидност на популярния в Германия тип бира Айсбок или Леден бок (Eisbock). При приготвянето ѝ бирата се замразява с последващо отстраняване на леда, за концентрация на вкуса и алкохолното съдържание. Най-известната марка вайцен айсбок, както в Германия, така и в Северна Америка, е Schneider Aventinus Weizen-Eisbock. Това е бира с тъмно-рубинен цвят, с богат малцов вкус и аромат и с алкохолно съдържание: 8,2%. Производството е ограничено – вари се само веднъж годишно и след това се бутилира в 0,33 л. бутилки.

Ръжена бира
- Ръжената бира известна и като Роген бира (Roggenbier, Rye beer) е специална бира, тип ейл, която се прави на основата на малц от ръж, със съдържание на алкохол от 4 до 6 об. %. Ръжената бира основно се произвежда в Германия, но е популярна и в други страни в Западна Европа, Финландия и САЩ. Ръженият малц обикновено е около 50%, но в някои марки бира достига до 60 – 65%. Останалата част е ечемичен светъл малц, ечемичен мюнхенски малц или пшеничен малц. Вайцен дрождите, които се използват при производството на ръжена бира, придават характерни аромати на банан, цитруси и карамфил. За горчивина, вкус и аромат се използват благородни сортове хмел. Цветът на ръжената бира варира от светло меднооранжев до тъмночервен или червенокафяв. Образува обилна кремообразна кремава до жълтокафява плътна и трайна пяна. Течността е мътна и непрозрачна. Вкусът е зърнист, леко кисел, с изразен вкус на ръж или ръжен хляб. Алкохолно съдържание: 4 – 6%. Типични търговски марки са: Paulaner Roggen, Bier Paul 03 Roggenbier, Bluegrass Roggenbier, Brigitta-Bräu Roggenbier, Bürgerbräu Wolnzacher Roggenbier, Michaeli Bräu Roggen, Ottos Roggen, Ottos Roggenbock, Pfarrbräu Roggenbier, Pöllinger Roggen, Real Ale Dunkelroggen, Real Ale Roggenbier, Red Brick Solstice Roggenbock, Red Rock Roggen Rock, Bubes Roggenboch, Buffalo Roggen, Bullfrog Roggen Roll и др.

### Белгийски и френски ейл
- Белгийска бяла бира или Уит бира(Witbier) е традиционен белгийски ейл на пшенична основа. Тази бира има над 600-годишна история и се вари в Хугарден, Фландрия от 1318 г. През 1956 г. поради намаленото търсене на този вид бира, е затворена и последната пивоварна. През 1965 г. известният белгийски пивовар Пиер Селис, основава собствена пивоварна в Хугарден, наречена „Brouwerij Celis“, и през март 1966 г. пуска на пазара традиционната белгийска бяла бира с марката „Hoegaarden“. През 1980 г. компанията се мести в нови помещения и се преименува на „Brouwerij de Kluis“. През 1985 г. сградата на пивоварната изгаря при пожар и средства за възстановяването дава най-голямата белгийска пивоварна компания „Interbrew“, която впоследствие придобива и самата търговска марка. За производството на белгийската бяла бира се използват около 50% непокълнала (немалцувана) пшеница и 50% светъл ечемичен малц (обикновено пилзенски малц). В някои версии се използва и до 5 – 10% овес. Подправките във вид на настърган кориандър и кори от кюрасао, а понякога и кори от сладък портокал придават сладък аромат. Като подправки се ползват и лайка, кимион, канела, райски зърна и др., които придават комплексност във вкуса и аромата, но те са по-незабележими. Цветът варира от светлосламен да светлозлатист. Бирата е нефилтрирана и мътна (което ѝ придава млечен жълто-бял вид), и образува плътна бяла пяна. Вкусът е сладък, пикантен, ароматът – богат и плодов – с нотки на портокал, цитруси, кориандър, мед, ванилия и подправки. Алкохолно съдържание: 4,5 – 5,5%. Типични търговски марки са: Hoegaarden Wit, Vuuve 5, Blanche de Bruges, Blanche de Bruxelles, Brugs Tarwebier, Sterkens White Ale, Celis White (понастоящем се произвежда в Мичиган, САЩ), Blanche de Brooklyn, Great Lakes Holy Moses, Unibroue Blanche de Chambly, Blue Moon Belgian White.

- Белгийски пейл ейл (Belgian Pale Ale). Произвежда се от средата на 18 век, като най-добрите представители на този вид са подобрени след Втората световна война с определено британско влияние, относно използваните сортове хмел и щамове дрожди. Най-разпространен и във фламандските провинции Антверпен и Брабант. В производството се използват пилзнер или пейл ейл малцове, и виенски и мюнхенски малц за цвят, пълнота на вкуса и сложност, както и благороден хмел от сортовете Styrian Goldings, East Kent Goldings или Fuggles. В някои версии се влага и течна захар кенди. Цветът е кехлибарено златист до медено червен. Много добра прозрачност. Образува кремообразна, но нетрайна бяла пяна. Отличава се със забележим малцов аромат с умерени плодови нюанси и слаб аромат на хмел, както и с умерен свеж плодов вкус, с портокалови и крушови нотки. Алкохолно съдържание: 4,8 – 5,5%. Типични търговски марки са: De Koninck, Speciale Palm, Dobble Palm, Ginder Ale, Op-Ale, Vieux-Temps, Brewer's Art House Pale Ale, Ommegang Rare Vos.

- Сезон (Saison) е сезонна лятна бира, която се прави традиционно във Валония, френскоезичната част на Белгия. Това е средно силен до силен ейл с характерен жълто-оранжев цвят, с висока карбонизация, добре охмелен, плодов и сух, който добре утолява жаждата през летните месеци. В миналото, преди навлизането на хладилниците, бирата се варяла в края на зимата или през пролетта и се съхранявала до настъпване на топлите месеци. Тя била с по-високо алкохолно съдържание, за да може да издържи няколко месеца, но и не толкова силна, както други белгийски бири, за да може през лятото да утолява жаждата и да освежава. В наши дни сезон бирата се произвежда целогодишно в малки фермерски пивоварни. Съществуват варианти с различно алкохолно съдържание (домашната бира е с алкохолно съдържание около 5%, типичната експортна бира е – с 6,5%, както и по-силни версии, с алкохолно съдържание 8% и повече % об.). С повишаването на алкохола намалява сладостта, като се увеличава горчивината и киселинността на бирата. Използват се пилз малц, както и виенски и/или мюнхенски малц за цвят. Могат да се използват добавки, като захар кенди и мед, както и билки и други ингредиенти за вкус и пълнота. Хмелната горчивина и вкус са по-забележими, в сравнение с други белгийски видове бира. Понякога бирата сезон се охмелява чрез сух способ; обикновено се използва благороден хмел, както и сортовете Styrian или East Kent Goldings. Цветът най-често е светлооранжев, но може да варира и в златист или кехлибарен. Бирата е със слаба до добра прозрачност, леко мътна, когато е нефилтрирана, силно газирана и образува плътна, устойчива бяла пяна. Отличава се с плодов, хмелен аромат и пикантен, тръпчив и плодов вкус, с цитрусови нотки на портокал или лимон. Алкохолно съдържание: 5 – 8,5%. Типични търговски марки са: Saison Dupont, Foret and Moinette Blonde, Fantome Saison(s), Saison de Pipaix and La Folie, Saison Silly, Saison Regal, Saison Voisin, Lefebvre Saison 1900, Ellezelloise Saison 2000, Brooklyn Saison, Southampton Saison, New Belgium Saison.

- Бира дьо Гард (Biere de Garde) в превод означава „бира, която се съхранява“, известна и като „бира от избата“. Това е традиционен фермерски ейл от Северна Франция, който в миналото се вари през ранна пролет и се съхранява в хладни избени помещения до летните месеци. В наши дни се произвежда целогодишно. В отличие от белгийската сезон бира, Biere de Garde е по-наситена, сладка и с малцов характер била често с „избен“ характер; в нея отсъства пикантния и тръпчив характер и киселинност, присъщи на Saison. Този стил включва три основни вариации: кафяв (brune), светъл (blonde) и кехлибарен (ambree). По-тъмните версии имат по-малцов характер, а по-светлите могат да имат повече хмел, но въпреки това също са малцови. Родствен стил е т.нар. Biere de Mars, която излиза на пазара през месец март (Mars), обикновено за домашна употреба и по-бърза консумация, без дълъг срок на отлежаване. Предвид трите вариации на бирата цветът също варира от светлозлатист до червеникаво-бронзов и кестеново-кафяв. Бирата е нефилтрирана, варира от прозрачна до мътна, отличава се с висока карбонизация и образува бяла до кремаво-кафеникава пяна. Характерни са малцов и слаб до почти никакъв хмелен аромат, и среден до силен малцов вкус, с карамелена сладост. Малцовите вкусове и сложността се увеличават, колкото по-тъмен е цветът на бирата. Алкохолно съдържание: 6 – 8%. Типични търговски марки са:  Jenlain (кафява), St.Amand (кафява), Ch'Ti Brun (кафява), Ch'Ti Blond (светла), La Choulette (всички 3 варианта), La Choulette Biere des Sans Culottes (светла), Saint Sylvestre 3 Monts (светла), Biere Nouvelle (кафява), Castelain (светла), Jade (кехлибарена), Brasseurs Biere de Garde (кехлибарена).

- Френска мартенска бира (Bière de Mars), известна и под името Пролетна бира (Bière де Printemps), е традиционен сезонен френски ейл от района на Нор-Па дьо Кале, Елзас, Лотарингия (регион) и Шампан-Ардени, Северна Франция. Традиционно мартенската бира се появява на пазара на 1 март. Тя се произвежда в лимитирани серии от различни сортове ечемик, засети през изминалата пролет и прибирани през лятото, и се вари в началото на зимата, през декември – януари. Мартенската бира е ейл с висока ферментация, с кехлибарен цвят и ниско алкохолно съдържание (4,5 – 5,5% об.). За разлика от германската мартенска бира Märzen, френската мартенска бира е по-слабо горчива и с по-ниско алкохолно съдържание, но може да бъде по-тъмна (поради добавяне на карамел или други оцветители) и леко пикантна. Друга основна разлика е, че германската Märzen е тип лагер, докато френската мартенска бира ферментира с ейлови дрожди и е в стил ейл. Някои пивоварни предпочитат името „Пролетна бира“, за да не ограничават продажбите само за един месец в година. Типични търговски марки са: Météor de Mars, Jenlain de printemps, Ch'ti de printemps, l'Angelus de printemps, Pelforth de printemps.

- Белгийски специален ейл (Belgian Specialty Ale) е стил белгийски ейл, обикновено от малки, независими пивоварни. Това е универсална категория за всеки тип белгийска бира, която не може да бъде включена в останалите категории белгийска бира. В нея се включват специфични, особени бири (напр. Orval, La Chouffe); бири, нямащи собствена категория (напр. барлиуайн в белгийски стил, трапистките ейлове Enkel и Quadrupel, белгийските коледни бири с подправки); или експериментални уникални бири, отклоняващи се от стандартите на определена категория (напр. белгийски силен златист ейл с подправки). Съставът може да включва билки и подправки, необичайни зърно или малц, добавки като течна захар кенди и мед, белгийски дрожди, като Brettanomyces или Lactobacillus, необичайни технологии и купажиране. Предвид на това и цветовите, вкусовите и ароматните характеристики, както и алкохолното съдържание варират, и не могат да бъдат определени в точни граници. Типични търговски марки са: Orval; De Dolle's Arabier, Oerbier, Boskeun и Still Nacht; La Chouffe, McChouffe, Chouffe Bok и N'ice Chouffe; Ellezelloise Hercule Stout и Quintine Amber; Unibroue Ephemere, Maudit, Don de Dieu; Minty; Zatte Bie; Caracole Amber, Saxo и Nostradomus; Silenrieu Sara и Joseph; Fantome Black Ghost и Speciale Noel; St.Fullien Noel; Gouden Carolus Noel; Affligem Noel; Guldenburg и Pere Noel; De Ranke XX Bitter; Bush (Scaldis); Grottenbier; La Trappe Quadrupel; Weyerbacher QUAD; Biere de Miel; Verboden Vrucht; New Belgium 1554 Black Al; Cantillon Iris и мн. др.

### Кисел ейл
- Берлинер Вайсе (Berliner Weiße). Берлинер Вайсе, известна и като „берлинска бяла бира“ е традиционна германска регионална бира, която се прави само в Берлин, Германия. Берлинер Вайсе е кисел, тръпчив, плодов и освежаващ пшеничен ейл. Бирата се прави от около 25 – 30% светъл пшеничен малц, а останалата част е ечемичен малц – тъмен в миналото и светъл пилзенски в наши дни. Резултатът е бира със светъл сламено до тъмножълтеникав цвят. Прозрачността варира от прозирна до мътна. При изливане образува голяма плътна бяла пяна. Бирата е силно газирана и шумяща. Алкохолното съдържание е 2,8 – 3,6%. Типични търговски марки са: Schultheiss Berliner Weisse, Berliner Kindl Weisse, 1809 Berliner Style Weisse и Freigeist Abraxxxas.
- Лайпцигер Гозе (Leipziger Gose). Лайпцигер Гозе е традиционна германска регионална бира с повече от 1000-годишна история, която се прави само в района на Лайпциг, Германия. Гозе е кисел ейл, направен от пшеничен и ечемичен малц и подправен с кориандър и хмел. Отличава се с мек, пикантен аромат на кориандър. Вкусът е леко кисел, с комплексни нотки на банан, зелена ябълка, сушени кайсии и кориандър. Цветът варира от тъмно блед до светложълт. Алкохолното съдържание е 4 – 5%. Типични търговски марки са: Bayerischer Bahnhof Original Leipziger Gose, Döllnitzer Ritterguts Gose, Altenauer Gose, Braustelle Kölner Gose и Goslarer Gose Dunkel.

- Фландърски червен ейл (Flanders Red Ale). Фландърският червен ейл е белгийски кисел ейл. Произхожда от Западна Фландрия, типичен образец е бирата на пивоварната „Rodenbach“. Бирата отлежава до две години в дъбови бъчви. Често се практикува смесване на отлежала с по-млада бира. Този ейл е известен и като „белгийско бургундско“, тъй като наподобява червено вино. Червеният цвят се дължи на малца и продължителното отлежаване. Фландърският червен ейл има богат плодов вкус и аромат на черни череши, портокали, сливи и червен касис, с нотки на ванилия и/или шоколад. Прави се от виенски и мюнхенски малц и малко количество специален малц, съдържащ до 20% царевица или други зърнени култури. Обикновено се използва континентален или британски хмел. Дрождените култури Saccharomyces, Lactobacillus и Brettanomyces, както и оцетнокисели батктерии участват във ферментацията и постигането на окончателния вкус. Алкохолното съдържание е 5 – 5,5%. Типични търговски марки от този вид са: Rodenbach Klassiek, Rodenbach Grand Cru, Bellegems Bruin, Duchesse de Bourgogne, New Belgium La Folie, Petrus Oud Bruin, Southampton Publick House Flanders Red Ale, Verhaege Vichtenaar.

- Фландърски кафяв ейл (Flanders Brown Ale/Oud Bruin). Фландърският кафяв ейл е белгийски кисел ейл. Произхожда от Източна Фландрия, типичен образец е бирата на пивоварната „Liefman“. Отличава се с продължително отлежаване, но не в дъбови бъчви, и смесване на отлежали и по-млади партиди. Цветът е червенокафяв до кафяв. Вкусът е малцов с плодов привкус и нотки на карамел. Ароматът е богат и плодов с нотки на стафиди, сушени сини сливи, смокини, фурми, черни череши и сини сливи. Прави се от пилзенски малц и малко количество черен или препечен малц. Обикновено се използва континентален или британски хмел. Дрождените култури Saccharomyces и Lactobacillus, както и оцетнокисели батктерии участват във ферментацията и постигането на окончателния вкус. Алкохолното съдържание е 4 – 8%. Типични търговски марки от този вид са: Liefman's Goudenband, Liefman's Odnar, Liefman's Oud Bruin, Ichtegem Old Brown.

- Чист (несмесен) ламбик (Straight (Unblended) Lambic). Това е бира от една партида, без последващо смесване. Обикновено се пие отлежала около 6 месеца. На цвят е бледожълта до тъмнозлатиста. В процеса на отлежаването бирата потъмнява. Бирата е газирана. Младите ламбици имат кисел вкус, който при отлежалите добива плодов привкус на ябълка, грейпфрут и мед. Хмелната горчивина е слаба или напълно отсъства. Има мек дъбов и/или цитрусов аромат. Алкохолното съдържание е 5 – 6,5%. Типични търговски марки от този вид са: Cantillon Grand Cru Bruocsella, Boon, De Cam, Cantillon, Drei Fonteinen, Lindemans и Girardin;
- Гьоз (Gueuze). Гьоз традиционно се произвежда чрез смесване на 1, 2 и 3-годишни ламбици. Цветът е златист. Вкусът е плодов, с нюанси на мед, ванилия и дъб. Няма хмелна горчивина. Ароматът е мек, плодов с нюанси на цитруси и мед. Алкохолното съдържание е 5 – 8%. Типични търговски марки са: Boon Oude Gueuze, Boon Oude Gueuze Marriage Parfait, De Cam Gueuze, De Cam / Drei Fonteinen Millennium Gueuze, Drei Fonteinen Oud Gueuze, Cantillon Gueuze, Hanssens Gueuze, Lindemans Gueuze Cuvee Rene, Girardin Gueuze (Black Label), Mort Subite (нефилтриран) Gueuze, Oud Beersel Oude Gueuze;
- Плодов ламбик (Fruit Lambic). Ламбиците на плодова основа най-често се правят, както и гезе, чрез смесване на 1, 2 и 3-годишни ламбици. Плодовете се добавят по средата на отлежаването и дрождите извличат всички захари от плодовете. Плодовете могат да бъдат добавени в некупажиран ламбик. Най-разпространените видове плодови ламбици са крик (kriek, вишни), фрамбоаз (framboise, малина) и дрювенламбик (от грозде мускат). Видът на плодовете обикновено определя цвета на ламбика. Бирата е газирана. Доминира вкусът и ароматът на добавените плодове. При младата бира плодовият вкус е подчертан, като в процеса на отлежаване отслабва. Усеща се мек ванилен и/или дъбов привкус. Хмелна горчивина липсва. Плодовите ламбици не са подходящи за дълго отлежаване. Алкохолното съдържание е 5 – 7%. Типични търговски марки са: Boon Framboise Marriage Parfait, Boon Kriek Marriage Parfait, Boon Oude Kriek, Cantillon Fou Fonne (кайсия), Cantillon Kriek, Cantillon Lou Pepe Kriek, Cantillon Lou Pepe Framboise, Cantillon Rose de Gambrinus, Cantillon St. Lamvinus (мерло), Cantillon Vigneronne (мускат), De Cam Oude Kriek, Drie Fonteinen Kriek, Girardin Kriek, Hanssens Oude Kriek, Oud Beersel Kriek.
- Фаро (Faro). В миналото фаро е подсладена бира с ниско съдържание на алкохол, направена от смес от ламбик и много по-лека, прясно сварена бира (наречена meertsbier, която не било задължително да бъде ламбик), към която добавяли кафява захар (понякога карамел, меласа или билки). Захарта се добавяла преди сервиране и бирата не е имала възможност да ферментира допълнително. Използването на лека бира (или дори вода) и на нестандартен ламбик в обща смес водело да получаването на евтина, лека и сладка бира за ежедневна употреба. Съвременните Фаро бири все още се характеризират с използването на кафява захар и ламбик (но не само светъл), но използването на meertsbier е изчезнало, поради което на тях вече не се гледа като на евтини или само светли бири. Съвременната Фаро е бутилирана, подсладена и пастьоризирана, за да се предотврати повторната ферментация в бутилката, с алкохолно съдържание: 4 – 5,5%. Типични търговски марки са: Cantillon, Boon, Lindemans, Mort Subite.

### Белгийски силен ейл
- Белгийски блонд ейл (Belgian Blond Ale) е стил силен светъл ейл. Той е сравнително нова разработка на белгийските пивовари с цел привличане на потребителите на европейския пилзнер и през последните десетилетия става все по-популярен на световния пазар. По алкохолно съдържание прилича на дубъл, по характер на белгийския силен златен ейл и на трипел, но е по-сладък и не толкова горчив. Във Фландрия и Нидерландия използват за обозначаване на бирата термина „Blond“, във Валония и Франция – „Blonde“. Блонд ейлът се прави от белгийски пилз малц, ароматни малцове, течна захар кенди или захароза, белгийски щамове дрожди, произвеждащи сложни алкохол, феноли и аромати, благороден хмел от сортовете Styrian Goldings или East Kent Goldings. Цветът варира от светло до тъмнозлатист, бирата е с много добра прозрачност и образува голяма плътна кремовидна пяна с бял до кремав цвят. Характеризира се с малцова сладост, лек хмелен привкус и богат и пикантен аромат на хмел и сладък малц. Алкохолно съдържание: 6 – 7,5%. Типични търговски марки са: Leffe Blond, Affligem Blond, La Trappe Blond, Grimbergen Blond, Val-Dieu Blond, Straffe Hendrik Blonde, Paten Lieven Blond Abbey Ale.

- Белгийски дубъл ейл (Belgian Dubbel Ale) е тъмночервеникав, умерено силен, малцов белгийски ейл. Този вид бира възниква в белгийските и френски абатства през Средните векове, и се възражда през втората половина на ХІХ век. Обикновено се прави с белгийски щамове дрожди, мека вода, белгийски пилзенски или пейл малц, мюнхенски малц, малц Special B за придаване вкус на стафиди, малц CaraMunich за придаване вкус на сушени плодове и други специални малцове. Тъмната течна захар кенди придава цвят и вкус на ром и стафиди. Обикновено се използват благороден хмел, английски сортове или хмел от сорта Styrian Goldings. Не се добавят никакви подправки. Дубъл ейлът се характеризира с кехлибарен до медночервен цвят, прозрачност и образува голяма плътна и трайна кремообразна пяна. Вкусът и ароматът са наситени и комплексни, с малцова сладост, с нотки на шоколад, карамел, препечен хляб, стафиди, сливи и сушени череши. Алкохолно съдържание: 6 – 7,5%. Типични търговски марки са: Westmalle Dubbel, La Trappe Dubbel, Corsendonk Abbey Brown Ale, Grimbergen Double, Affligem Dubbel, Chimay Premiere (червено), Duinen Dubbel, St.Feuillien Brune, New Belgium Abbey Belgian Style Ale, Stoudts Abbey Double Ale.

- Белгийски трипъл ейл (Belgian Tripel Ale) е силен, светъл белгийски ейл. Наподобява силния голдън ейл, но е малко по-тъмен и с по-пълен вкус. Този вид бира е създаден в траписткото абатство Вестмале. Светлият цвят се дължи на използването на пилзнер малц и до 20% бяла течна захар кенди (или захароза). Обикновено се използва благороден хмел или хмел от сорта Styrian Goldings, както и белгийски щамове дрожди. Цветът е тъмножълт до тъмнозлатист. Има добра прозрачност, образува трайна и голяма кремовидна пяна. Във вкуса и аромата доминира комбинацията от малц, подправки, плодове и алкохол, с нотки на цитрусови плодове и карамфил. Горчивината е от средна до висока, с умерено горчив послевкус. Алкохолно съдържание: 7,5 – 9%. Типични търговски марки са: Westmalle Tripel, Chimay Cinq Cents (бяло), Val-Dieu Triple, St.Bernardus Tripel, Affligem Tripel, Grimbergen Tripel, La Trappe Tripel, Witkap Pater Tripel, Corsendonk Abbey Pale Ale, St. Feuillien Tripel, New Belgium Trippel, Unibroue La Fin du Monde, Brooklyn Triple, Dragonmead Final Absolution.

- Белгийски златист силен ейл (Belgian Golden Strong Ale) е златист, шумящ, силен ейл. Той е създаден в белгийската пивоварна „Moortgat“ след Втората световна война в отговор на растящата популярност на пилзнера. Прилича на белгийския трипъл ейл, но е по-светъл и с по-лек вкус. Позовавания на дявола са включени в названията на много марки от този вид бира, намек за високото алкохолно съдържание и признание към прототипа на този вид пиво – „Duvel“. Светлият цвят е резултат от използването на пилзнер малц и до 20% бяла течна захар кенди (захароза). Обикновено се използват благороден хмел или хмел от сорта Styrian Goldings, както и белгийски щамове дрожди, произвеждащи сложни алкохол, феноли и плодови аромати. Цветът е жълт до среднозлатист, има добра прозрачност и образува трайна и голяма бяла пяна. Във вкуса преобладават комплексни плодови, пикантни и спиртни усещания, с нотки на малц. Ароматът е богат и сложен с нотки на плодове – круши, портокали и ябълки. Алкохолно съдържание: 7,5 – 10%. Типични търговски марки са: Duvel, Hapkin, Lucifer, Brigand, Judas, Delirium Tremens, Dulle Teve, Avery Salvation, North Coast Pranqster, Unibroue Eau Benite .

- Белгийски тъмен силен ейл (Belgian Dark Strong Ale) е тъмен, много силен и опасен ейл. Повечето версии са уникални по своя характер и отразяват спецификите на всяка отделна пивоварна. Трапистките версии обикновено са по-сухи, абатските бири се отличават с по-голяма сладост и пълно тяло. Обикновено се използват белгийски дрождени щамове, произвеждащи сложни алкохоли, феноли и ефири, мека вода, сложна зърнена основа: белгийски пилзенски или пейл малц, малцове от мюнхенски тип за малцов привкус и други специални малцове за придаване специфичен характер на бирата, тъмна течна захар кенди за придаване на вкус и цвят и благороден хмел – английски сортове или от сорта Styrian Goldings. Цветът варира от тъмнокехлибарен до тъмно меднокафяв и почти черен („тъмен“ в контекста на този стил се подразбира като по-дълбоко оцветен в сравнение със златистия силен ейл). Образува голяма, плътна, кремообразна устойчива пяна с кремав до жълто-кафяв цвят. Комплексни вкус и аромат с богата малцова, значителни естери и алкохол, с нотки на карамел, препечен хляб, стафиди, сушени череши, смокини и сини сливи. Алкохолно съдържание: 8 – 12 + %. Типични търговски марки са: Rochefort 10, Westvleteren 12, Chimay Grande Reserve (синьо), Rochefort 8, St.Bernardus Abt 12, Gouden Carolus Grand Cru of the Emperor, Abbaye des Rocs Grand Cru, Gulden Draak, Kasteelbier, Biere du Chateau Donker.

### Силен ейл
- Стар ейл (Old Ale) е традиционен тип английски ейл с многовековна история. След първичната ферментация старият ейл се оставял за отлежаване в складовете на пивоварната. Бирата е била използвана за смесване или за директна консумация – най-често за тържествени поводи. През зимните месеци се вари Winter warmer – по-съвременна версия на стария ейл, който е по малцов и плътен, често тъмен, и обикновено е сезонна оферта от пивоварна за коледните празници и зимните месеци. Силата, цветът и характерът на старите ейлове варират в широки граници. Старите ейлове противно на очакванията не е задължително да бъдат особено силни: те могат да бъдат с не повече от 4% алкохол, въпреки че някои версии са значително по-силни. Могат да бъдат светли и тъмни. Цветът е от светлокехлибарен до червено-кафеникав (повечето са тъмни), като отлежаването допълнително потъмнява цвета на бирата. Образува малка пяна поради дългото отлежаване и по-високото алкохолно съдържание. Светлите версии се отличават с плътен сладък малцов вкус и аромат, с нотки на тръпчиви плодове, орехи, меласа и пикантен хмел. Тъмните версии имат по-дълбок малцов характер със силни нотки на печено зърно, тъмни плодове, кожа и тютюн. В производството се използват светли малцове, а в по-тъмните версии и по-тъмни карамелени малцове, както и различни добавки – меласа, царевичен сироп, инвертна захар, кафява захар, царевица, пшеница и различни екстракти от малц. Алкохолното съдържание варира от 4 до 9,5+ % об. Типични търговски марки са: Gale's Prize Old Ale, Burton Bridge Olde Expensive, Marston Owd Roger, J.W. Lees Moonraker, Harviestoun Old Engine Oil, Fuller's Vintage Ale, Harvey's Elizabethan Ale, Theakston Old Peculier, Young's Winter Warmer, Sarah Hughes Dark Ruby Mild, Samuel Smith's Winter Welcome, Fuller's 1845, Fuller's Old Winter Ale, Great Divide Hibernation Ale, Hudson Valley Old Man Ale, Cooperstown Pride of Milford Special Ale, Coniston Old Man Ale, North Coast Old Stock Ale.

- Английски барлиуайн (English Barley wine), в превод: ечемично вино, е най-плътният и силен английски ейл с малцова наситеност и сложен, интензивен вкус. Английските ечемични вина са с по-слаба горчивина в сравнение с американските версии, по-тъмни като цвят, по-малцови и с по-наситени плодови вкусове и аромати. Използват се английски сортове хмел: Northdown, Target, East Kent Goldings и Fuggles, английски пейл и карамелни малцове, както и характерни английски дрожди. Цветът варира от наситено златист до тъмнокафяв и дори черен, често с рубинени оттенъци. Образува слаба до умерена кремава пяна със слаба устойчивост. Отличава се с богат и силно малцов аромат, с нотки на карамел и сушени плодове, умерена до силна малцова сладост и интензивен и сложен вкус, в който се открояват малц, сушени плодове, бисквити, орехи, тъмен карамел и меласа. Алкохолно съдържание: 8 – 12+ %. Типични търговски марки са: Thomas Hardy's Ale, Burton Bridge Thomas Sykes Old Ale, Robinson's Old Tom, J.W. Lee's Vintage Harvest Ale, Fuller's Golden Pride, Young's Old Nick (unusual in its 7.2% ABV), Whitbread Gold Label, Lakefront Beer Line, Heavyweight Old Salty.

- Американски барлиуайн (American Barley wine) е американската версия на английското ечемично вино. В американския барли уайн обикновено по-голямо внимание се отделя на хмелната горчивина, вкус и аромат. Използват се американски сортове хмел, пейл и тъмни малцове, и американски дрожди. Цветът варира от светлокехлибарен до меден, по-рядко светло до тъмнокафяв, често с рубинени оттенъци. Образува умерена до голяма пяна, с кремав до жълтеникаво-кафяв цвят, със слаба устойчивост. Има наситен и интензивен малцов и хмелен аромат, с цитрусови и смолисти нюанси, поради използваните цитрусови или смолисти американски сортове хмел, и силен малцов вкус със значителна хмелна горчивина. Алкохолно съдържание: 8 – 12+ %. Типични търговски марки са: Sierra Nevada Bigfoot, Rogue Old Crustacean, Anchor Old Foghorn, Victory Old Horizontal, Brooklyn Monster Ale, Avery Hog Heaven Barleywine, Bell's Third Coast Old Ale, Weyerbacher Blithering Idiot, Three Floyds Behemoth, Old Dominion Millennium, Stone Old Guardian, Bridgeport Old Knucklehead, Hair of the Dog Doggie Claws, Left Hand Widdershins.

### Хибридна кехлибарена бира
Дюселдорфска алт бира
- Дюселдорфската алт бира (от немски: alt – „стар“), известна и само като алт бира е традиционна немска бира, която се произвежда в района на Дюселдорф и по долното течение на Рейн. Бирата ферментира с дрожди за висока ферментация, което я характеризира като ейл, но от друга страна впоследствие отлежава продължително време в лагерови танкове, в продължение на месец – два, при ниски температури, подобно на бирите в стил лагер, ето защо се определя като светла бира от смесен (хибриден) тип. Дюселдорфският алт е горчиво пиво, с изразен богат малцов характер. Цветът варира от оранжево-бронзов до тъмно-меден. Има блестяща прозрачност и при наливане образува гъста, кремообразна и устойчива бяла пяна. Отличава се с чисти, но силни и сложни аромати на малц, благороден хмел и умерени плодови ефири. Агресивната хмелна горчивина се балансира със свежия малцов вкус и дълъг, сух, горчиво-сладък орехов финал. Дюселдорфската алт бира е с алкохолно съдържание 4,5 – 5,2 об.%. Типични търговски марки са: Uerige, Fuchschen, Schumacher, Schlussel, Diebels Alt, Schlosser Alt, Frankenheim Alt, Widmer Ur-Alt.

Северногермански алт бири
- Северногерманска алт бира: повечето от алт бирите, произведени извън Дюселдорф, се отнасят към северногерманския тип алт. Цветът е от светло меден до светлокафяв; с искряща прозрачност поради продължителното отлежаване на студено. Отличава се с малцов или зърнен аромат и силна горчивина, балансирана от меки и понякога сладки малцови нюанси на препечен хляб и/или лек карамелен вкус. Алкохолно съдържание: 4,5 – 5,2 об.%. Известни търговски марки са: Hannen Alt, Grolsch Amber, Alaskan Amber, St. Stan's Amber, Schmaltz' Alt.
- Латцен бира (Latzenbier, от „Latten“ или „Latzen“ – „дървени скари“, тъй като се съхранявала на високи недостъпни места) е по-тъмна и по-силна сезонна вариация на традиционния Дюселдорф алт, с алкохолно съдържание около 5,5 об.%. Произвежда се от пивоварната Schumacher в Дюселдорф от 1838 г. само два пъти годишно и се предлага на пазара от средата до края на септември и в края на ноември. Това е силна бира с плътно тяло и добър баланс между горчивина и малцова сладост, с нотки на шоколад и печено зърно. Типичен представител на този подстил е Schumacher Latzenbier.
- Щике алт (Sticke Alt, от „Sticke“ – „таен“, тъй като се приготвя по тайна рецепта, която пивоварната не разкрива) е по-тъмна и по-силна сезонна вариация на традиционния Дюселдорф алт, с алкохолно съдържание около 5,5 об.%. Произвежда се от пивоварната Uerige в Дюселдорф само два пъти годишно и се предлага на пазара през третия понеделник на януари и третия понеделник на октомври всяка година. Отличава се с тъмно меден цвят и богат и сложен вкус, балансиращ между хмелната горчивина и малцова сладост. Горчивината се повишава до 60 IBU и обикновено се използва сухо охмеляване и по-продължително отлежаване в лагерови танкове. Типичен представител на този подстил е Uerige Sticke Alt.
- Допелщике алт (на немски: Doppelsticke Alt, буквално „двойно sticke“): с алкохолно съдържание 8,5 об.%, Doppelsticke е много силна („двойна“) бира в стил „Alt“. Doppelsticke също е създадена от пивоварната Uerige в Дюселдорф и се прави в ограничено количество под марката Uerige Doppelsticke Alt.
- Мюнстер алт (Münster Alt, в превод „Мюнстерска алт (стара) бира“): регионална бира от района на Мюнстер. Характеризира се с по-ниска плътност и по-слабо алкохолно съдържание, в сравнение с дюселдорфския алт, по-кисел вкус, по-светъл и златист цвят и може да съдържа значително количество пшеница. Типичен представител на този подстил е Organic Münster Alt на пивоварната „Pinkus Müller“.

Калифорнийска обикновена бира
- Калифорнийската обикновена бира (California Common Beer), известна и като калифорнийска парна бира (Steam beer}}), е кехлибарена американска бира, в хибриден стил – „лагер/ейл“ с плодов вкус, зърнена сладост, с препечени и карамелени нотки. Steam beer е силно газирана бира, която ферментира с лагерови дрожди при висока температура, характерна за ферментацията на ейловете. Терминът има две самостоятелни, но свързани значения, и с него се означават: 1) историческата Steam beer, която се произвежда в Калифорния от средата на 19 век до средата на 20 век; и 2) настоящата California Common Beer, с която се обозначава категорията бири, чийто родоначалник е калифорнийската марка „Anchor Steam beer“. Модерната парна бира напомня на американския пейл ейл и амбър ейл, но се отличава от тях по своя дървесен хмелен вкус и аромат, и малцов вкус с изпечени и карамелени нотки, охмеляването винаги е силно и се използват ферментиращи при високи температури лагерови дрожди. За производството ѝ се използват: пейл ейл малц, американски хмел (обикновено Northern Brewer), неголямо количество препечен и/или кристален малц. Използват се щамове лагерови дрожди, които ферментират при температура 12,8 – 15,6 °C. Цветът варира от кехлибарен до светло меден. Обикновено бирата е прозрачна и образува умерена и устойчива пяна. Бирата се отличава с характерен хмелен аромат с дървесни и леки плодови нотки и малцов вкус с изразена хмелна горчивина. Алкохолното съдържание варира от 4,5 до 5,5% об. Типични търговски марки в този стил са: Anchor Steam, Southampton West Coast Steam Beer, Old Dominion Victory Amber, Flying Dog Old Scratch Amber Lager.

### Хибридна светла бира
- Крийм ейл (Cream ale – в превод Крем ейл) е традиционна светла американска бира, която се произвежда в североизточните и средноатлантическите щати. Това е ейлова версия на американския светъл лагер. Започва да се произвежда от американските ейлови пивовари като конкуренция на лагеровите пивовари в североизточните и средноатлантическите щати. Първоначално бирата е известна като искрящ ейл или ейл за деня, като някои пивовари използвали (понякога и сега се използват) лагерови дрожди, но исторически не са смесвани с ейловите щамове. Цветът варира от бледо сламен до умерено златист. Бирата се отличава с кристална, блестяща прозрачност, средна до висока карбонизация (газировка) и образува средна пяна. В аромата преобладават леки малцови нотки и сладък царевичен мирис, във вкуса доминират малцовост и сладост. Слаба до средна хмелна горчивина. Алкохолното съдържание варира от 4,2 до 5,6% об. Типични търговски марки в този стил са: Genesee Cream Ale, Little Kings Cream Ale (Hudepohl), Sleeman Cream Ale, Liebotschaner Cream Ale (Lion Brewery), Dave's Original Cream Ale (Molson), New Glarus Spotted Cow Farmhouse Ale, Wisconsin Brewing Whitetail Cream Ale .

- Блонд ейл (Blonde Ale) e американска светла фермерска бира от хибриден тип „ейл/лагер“ поради използваните технологии. В наши дни се произвежда от много американски микропивоварни и бирени пъбове и барове. Обикновено се прави само с ечемичен малц, но може да съдържа до 25% пшеничен малц, както и захар като добавка. Използват се всякакви сортове хмел, американски дрожди, английски или такива за кьолш. Може да се използват и лагерови дрожди, или да ферментира на студено. В някои версии добавят мед, билки и плодове. Цветът е от светло жълт до тъмно златист. Бирата е с блестяща прозрачност, и образува устойчива бяла пяна. Има мека малцова сладост с нотки на хляб, бисквити или пшеница, и сладък малцов аромат и с плодови нюанси. Алкохолно съдържание: 3,8 – 5,5% об. Типични търговски марки са:  Redhook Blonde, Catamount Gold, Widmer Blonde Ale, Coast Range California Blonde Ale, Fuller's Summer Ale, Hollywood Blonde, Pete's Wicked Summer Brew, Deschutes Cascade Golden ;

- Кьолш (Kölsch), е традиционна светла немска бира, която се произвежда само в района на Кьолн. Бирата ферментира с дрожди за висока ферментация, което я характеризира като ейл, но от друга страна отлежава продължително време в лагерови танкове, в продължение на месец, при ниски температури, подобно на бирите в стил лагер, ето защо се определя като светла бира от смесен (хибриден) тип. Кьолш е свежо, добре балансирано пиво с лек плодов вкус и аромат. Цветът е от бледо до светлозлатист. Има блестяща прозрачност и образува при наливане тънка бяла пяна със слаба пеноустойчивост. Характеризира се със слаб малцов аромат, с плодови нотки на ябълка, вишна и круша, и мек окръглен вкус. Някои версии имат отчетлив малцово-сладък характер. Немски марки от района на Кьолн: Bischoff Kölsch, Bürger Kölsch, Dom Kölsch, Früh Kölsch, Hellers Kölsch, Gaffel Kölsch, Ganser Kölsch, Garde Kölsch, Giesler Kölsch, Gilden Kölsch, Küppers Kölsch, Kürfursten Kölsch, Maximilian Kölsch, Mühlen Kölsch, Päffgen Kölsch, Peters Kölsch, Rats Kölsch, Reissdorf Kölsch, Richmodis Kölsch, Sester Kölsch, Severins Kölsch, Sion Kölsch, Sünner Kölsch, Zunft Kölsch. Американски версии, произвеждани в САЩ: The Cambridge House Copper Hill Kolsch, Victory Kolsch, Beer Academy Kölsch, Chuckanut Kolsch, Stoudts Karnival Kölsch, COAST 32/50 Kölsch, Captain Lawrence Captains Kolsch, Highland Brandon’s Kolsch Style Ale, Eisenbahn Dourada, Goose Island Summertime, Alaska Summer Ale, Harpoon Summer Beer, New Holland Lucid, Saint Arnold Fancy Lawnmower, Capitol City Capitol Kölsch, Shiner Kölsch.
- Американска пшеничена или ръжена бира